# Antifo
Na mitologia grega, Antifo (Ἄντιφος) é o nome atribuído a múltiplos indivíduos:
- Um dos 50 filhos de Príamo, e filho de Hécuba. Durante a Guerra de Troia, ele foi morto por Agamenon;[1]

- Filho de Egípcio, foi um comandante grego que navegou de Troia com Odisseu. Tendo anteriormente escapado da morte nas mãos de Eurípilo (filho de Télefo), que foi devorado por Polifemo;[2][3]

- Filho de Téssalo, o filho de Hércules e Calcíope. Com seu irmão Feidipo, Antifo liderou as forças de Calímnos, Cós, Cárpatos, Nísiros e Kasos no assédio dos gregos contra Troia. Também se acredita que ele invadiu a região da Grécia que ele nomeou Tessália;[4][5][6]

- Filho de Mirmidão e Pisidice, irmão de Ator;[7]

- Um velho amigo da casa de Odisseu;[8]

- Filho de Hércules e Laotos, filha de Téspio;[9]

- Filho de Talêmenes e irmão de Mestles; ele e seu irmão foram aliados de Príamo durante a Guerra de Troia;[10][11]

- Um defensor de Tebas contra os Sete, foi morto por Anfiarau e Apolo.[12]

O nome Antifo não deve ser confundido com Antifos, que se refere a um soldado do exército dos Sete Contra Tebas que matou Cromis mas foi morto por Hípseo.